# Breezin'
Albums de George Benson
Benson & Farrell
(1976) In Flight
(1977)
Singles
1. This Masquerade (en)
Sortie : avril 1976
2. Breezin' (en)
Sortie : septembre 1976

Breezin' est le quinzième album studio de George Benson, sorti le 19 mars 1976. C'est son premier album sous le label Warner Bros. Records. 
L'album a non seulement atteint la première place du classement Billboard Jazz Albums, il s'est également classé n° 1 dans les classements pop et R&B américains. Breezin' a été certifié triple disque de platine aux États-Unis et double platine en Australie, ce qui en fait l'un des albums de jazz les plus vendus de tous les temps.

## Réception

### Accueil commercial
Breezin' a marqué le début de la période la plus réussie de George Benson sur le plan commercial, atteignant la première place des palmarès des albums Billboard pop, jazz et R&B. Deux chansons de l'album sont sorties en single et ont toutes deux été des succès. La chanson du même nom Breezin' — qui est devenue un standard de jazz fusion — et This Masquerade, qui a atteint le top 10 des classements pop et R&B. L'album a depuis été certifié triple platine par la RIAA.
L'album a reçu de nombreuses nominations et récompenses lors de la 19e édition des Grammy Awards. L'album a remporté les prix de la « meilleure prestation instrumentale pop » pour Benson et du « meilleur enregistrement technique, non classique » pour Al Schmitt et a été nommé album de l'année. This Masquerade a reçu le prix de l'enregistrement de l'année pour Tommy LiPuma et Benson, tandis qu'elle a été nommée chanson de l'année pour Leon Russell et meilleur chanteur pop pour Benson.
En 2008, il a reçu le Grammy Hall of Fame Award.

### Accueil critique
Dans une critique contemporaine pour The Village Voice, le critique musical Robert Christgau a donné à l'album un « C » et a rejeté la plupart de sa musique comme « fade ». Dans une revue rétrospective, Richard S. Ginell d'AllMusic lui a attribué trois étoiles et demie sur cinq et a déclaré que, bien que la guitare de Benson soit « aussi assurée et fluide que jamais », Breezin' est « vraiment pas tant une percée qu'un album de transition ; la guitare est toujours au cœur de son identité ». 

## Pistes
| 1. | Breezin'        | Bobby Womack  | 5:40 |
| 2. | This Masquerade | Leon Russell  | 8:03 |
| 3. | Six to Four     | Phil Upchurch | 5:06 |

| 4. | Affirmation      | José Feliciano | 7:01 |
| 5. | So This Is Love? | George Benson  | 7:03 |
| 6. | Lady             | Ronnie Foster  | 5:49 |

## Personnel
Musiciens
- George Benson – guitare
- Jorge Dalto (en) – piano, clavinet
- Ronnie Foster (en) – piano électrique, Minimoog, synthétiseur
- Phil Upchurch – guitare rythmique, basse (1, 3)
- Stanley Banks – basse (2, 4, 5, 6)
- Harvey Mason – batterie
- Ralph MacDonald – percussion
- Claus Ogerman – arrangements

Production
- Tommy LiPuma – producteur
- Noel Newbolt – producteur adjoint
- Al Schmitt – enregistrement, mixage
- Don Henderson – ingénieur adjoint
- Doug Sax – mastering à The Mastering Lab (Hollywood, Californie)
- Robert Lockhart, Ed Thrasher – direction artistique
- Peter Palombi – conception
- Mario Casilli – photographie

## Classements et certifications
| Classement (1976–78)                | Meilleure position |
| ----------------------------------- | ------------------ |
| Canada (RPM Top Albums)             | 9                  |
| États-Unis (Billboard 200)          | 1                  |
| États-Unis (Top R&B/Hip-Hop Albums) | 1                  |
| États-Unis (Top Jazz Albums)        | 1                  |
| Nouvelle-Zélande (RIANZ)            | 9                  |

| Classement (2020–21)                  | Meilleure position |
| ------------------------------------- | ------------------ |
| États-Unis (Top Jazz Albums)          | 12                 |
| États-Unis (Contemporary Jazz Albums) | 3                  |

| Classement (1976)            | Position |
| ---------------------------- | -------- |
| États-Unis (Billboard 200)   | 19       |
| États-Unis (Top Soul Albums) | 4        |

| Classement (1977)          | Position |
| -------------------------- | -------- |
| États-Unis (Billboard 200) | 26       |
| Nouvelle-Zélande (RIANZ)   | 33       |

| Classement (1978)        | Position |
| ------------------------ | -------- |
| Nouvelle-Zélande (RIANZ) | 35       |

### Certifications
| Pays                                  | Certification | Ventes certifiées |
| ------------------------------------- | ------------- | ----------------- |
| Australie (ARIA)                      | 2 × Platine   | 140 000^          |
| États-Unis (RIAA)                     | 3 × Platine   | 3 000 000^        |
| Royaume-Uni (BPI)                     | Argent        | 60 000^           |
| ^Mise en rayon selon la certification |               |                   |